# Stipa tenacissima
Stipa tenacissima é uma espécie de planta com flor pertencente à família Poaceae. 
A autoridade científica da espécie é L., tendo sido publicada em Centuria I. Plantarum...6. 1755.
O esparto é uma gramínea perene cultivada no noroeste da África e da parte sul da Península Ibérica e é empregada no artesanato (cordas, cestos, alpercatas, etc.). É conhecido também como "grama esparto", "grama alfa" ou "grama agulha".

## Distribuição

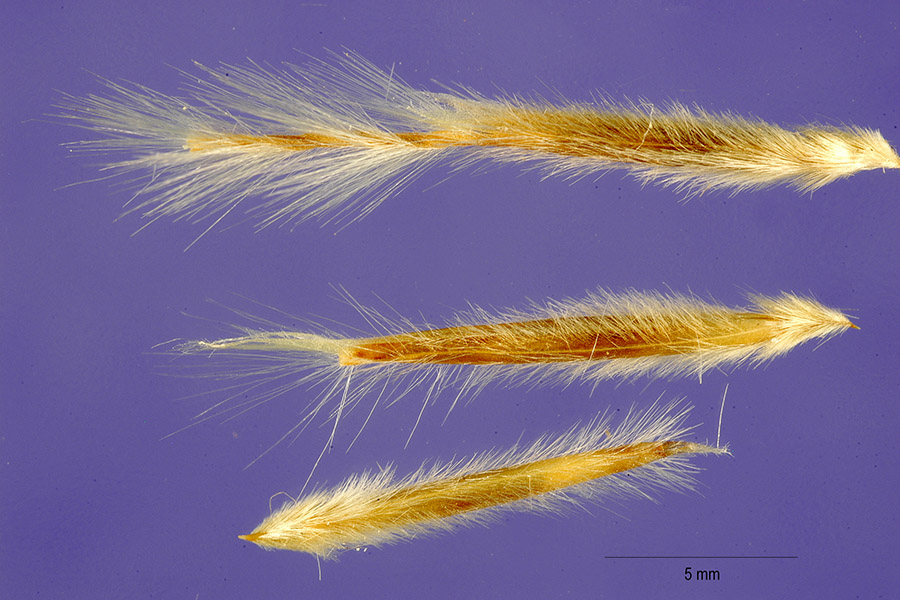
Sementes de esparto.

O esparto é originário, segundo os especialistas, da região irano-turaniana, ou seja, dos desertos situados entre o Mar Negro e o Mar Cáspio. Chegou à extremidade ocidental do Mediterrâneo e da Península Ibérica durante o período terciário, quando as alterações climáticas levaram a um período de grande seca e os países do Mediterrâneo do nível do mar baixou, o que facilitou a migração de algumas espécies de estepe. Se estendeu para o leste, centro e sul da Península Ibérica e para as Ilhas Baleares.

## Usos

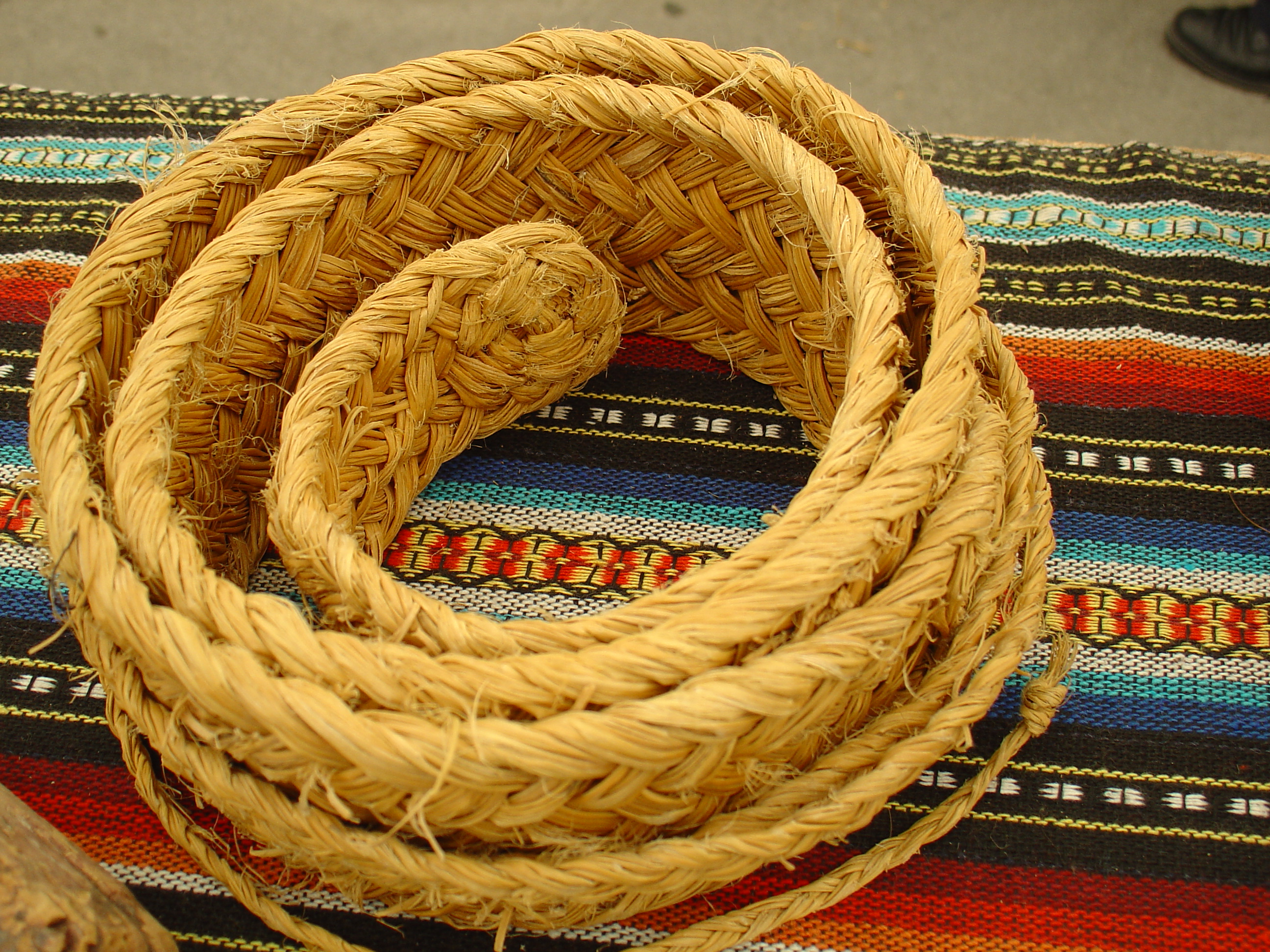
Pleita, artesanato feito de esparto.

Anteriormente eram cultivadas para fins medicinais para espasmo. Atualmente, o seu principal valor é ecológico porque é um tipo de proteção vegetal que impede a erosão de um ecossistema frágil, como os estepes ibérico e norte-africano.
Folhas filiformes, duras e enroladas cilindricamente, são usados como fonte de fibras para fabricação de papel. Suas fibras curtas são muito apropriadas para a produção de papel fino de impressão para a sua suavidade e elasticidade. Os papéis resultantes mostraram boa formação, alta opacidade, volume específico, porosidade e boa estabilidade dimensional contra mudanças na humidade. A fibra é de alta qualidade que é usado frequentemente na fabricação de livros.
Lygeum spartum, outra espécie de grama, também é usado em combinação com esse esparto, e às vezes também é chamado de "esparto" ou albardina.

## Portugal
Trata-se de uma espécie presente no território português, nomeadamente em Portugal Continental.
Em termos de naturalidade é nativa da região atrás indicada.

## Protecção
Não se encontra protegida por legislação portuguesa ou da Comunidade Europeia.